# Cichladusa arquata
Cichladusa arquata là một loài chim trong họ Muscicapidae.